# Companyia Elèctrica Dharma
La Companyia Elèctrica Dharma és un grup de música català procedent del barri de Sants de Barcelona. Ha estat un dels grups més importants del panorama musical català, pioner en la fusió de la música tradicional del país amb el jazz, el rock i la psicodèlia. Han creat himnes que han passat a formar part de la memòria col·lectiva com La presó del rei de França, Inanahihé o Stella Splendens.

## Inicis
La idea de formar un grup musical va dur els tres germans grans de la família Fortuny a convertir-se en Els Llums. El concert de debut va ser a l'estiu del 1967 al llavors anomenat Casal Familiar Parroquial Sant Antoni de Pàdua, avui Casal Font d'en Fargues, d'aquest barri barceloní, on confluïen les colles de joves del barri en les estones de lleure. En Josep tocava la bateria, l'Esteve es preocupava per l'orgue i la guitarra, i en Joan es defensava amb el baix.
Els Llums fins i tot van compartir cartell amb Los Diablos en un final de festa d'un certamen de la cervesa Damm, que van guanyar. La seva música va sonar en les sessions matinals del diumenge pel circuit dels casals, centres parroquials i instituts de la Barcelona del final dels anys 60, uns anys en què triomfaven Els Dracs, Los Sírex i Los Mustang, entre d'altres.
Els Llums cantaven versions de The Beatles, com el No contestà ningú que van popularitzar Els Dracs, la inevitable La casa del sol naixent, una adaptació rockera de Perduts en la immensa mar blava o la peça tradicional catalana La llebreta, que havien recuperat Pau i Jordi.

### Primeres influències
L'efervescència del folk va originar la reconversió d'Els Llums en La Roda. En Josep, l'Esteve i en Joan van donar per tancat el cicle electrificat d'Els Llums i van optar per un so acústic fundant La Roda.
En Josep, amb els diners que havia cobrat per unes classes particulars de matemàtiques es va comprar una guitarra de dotze cordes i es va oblidar per uns mesos de la bateria. L'Esteve provava sort amb el contrabaix, i en Joan s'ocupava de la guitarra i la flauta.
Com a l'època d'Els Llums, a La Roda cantaven en català. Arrossegaven una part del repertori d'Els Llums però hi afegien algunes composicions pròpies (El pescador, Tinc Fred, Mariner, Cors humils...), musicacions seves de poemes i temes populars com Les pometes i d'altres que treien de discos del segell Als 4 Vents i de cançoners com Folk song.
L'anècdota explica que el pare els havia de carregar i descarregar el contrabaix a la baca del Seat 600 cada cop que anaven actuar. Un dia, en comptes de fixar-lo en posició correcta el va col·locar tort. El 600 va arrencar. Hi havia un pal de telèfon a prop... Adéu, contrabaix! Del xoc, el mànec de la verra, l'instrument i gairebé el símbol més preuat aleshores pels grups de folk, va quedar esmicolat. Va ser l'excusa, segons confessen ells mateixos, per posar punt final a la història de La Roda, en la qual també els havien seguit dos amics: en Jordi Marigó, al banjo, i en Francesc Granell, a la guitarra.
Van fer creu i ratlla al folk. Es van sentir atrets de nou per la música electrificada i van canviar-se de nom a Fang i Disbauxa. A través dels cançoners de La Llar del Llibre havien tingut accés als espirituals negres i, de retruc, al blues, i aquesta vegada pretenien esplaiar-se en solos com els de John Lee Hooker o Big Bill Broonzy. Ja no volien cantar, només els venia bé tocar peces instrumentals. Van durar tan poc, o menys, com Els Llums i la Roda.

### Dharmai vida de comuna
Quan Els Llums, La Roda, Fang i Disbauxa ja eren aigua passada, cap al 1971, en Josep, l'Esteve i en Joan van fitxar un saxofonista que es deia Leandro, feia poc que havia corprès la lectura de la versió en castellà editada per Losada d'una novel·la de Jack Kerouac que havia estat el llibre de capçalera dels beatniks, de la qual n'existeix una traducció al català de Manuel de Pedrolo que primer es va titular Els pòtols místics o Els Pirats de la Dharma. Aquest fascinació els va facilitar la tria del nom de la nova banda. Tothom tenia clar que s'havia de dir "Dharma".
Per aquesta Dharma van desfilar, entre d'altres, el flautista Joan Bofill i el saxofonista terrassenc Joan Albert, el causant que en Joan es plantegés dedicar-se al saxo. La Dharma fins i tot va coincidir amb Màquina!, la banda capdavantera a Catalunya del rock underground o la música progressiva, etiqueta que també es penjava a conjunts i músics com Agua de Regaliz, Baf o Bueyes Madereros.
El primer gran festival en el qual va prendre part Dharma va tenir lloc al local Les Palmeres, a Sants, el 30 de juny del 1972, amb un cartell en què també figuraven Maria del Mar Bonet, Om, Baf, Fennech, Bueyes Madereros, Slo Blo, Jaume Sisa i Pau Riba.
Llavors en Josep, l'Esteve i en Joan s'havien capbussat de ple en el hippisme i les filosofies orientals i contraculturals. Seguint l'exemple de les comunes K1 i K2 de Berlín, en Josep va elaborar una mena de manifest per organitzar una comuna urbana, com a pas previ a una futura comuna rural. La comuna en qüestió va resultar ser un pis petitíssim del carrer Pintor Mir, a Horta, que havien de compartir amb els components del conjunt Brotcant, dels quals al final només s'hi va apuntar en Carles Vidal.
El 1973 va ser un any important per a Dharma. La comuna urbana va començar a funcionar. En Carles Vidal es va incorporar al grup com a baixista i en Joan va passar al saxo, el so del qual va esdevenir a partir d'aquest moment l'element identificador de la banda, fins al punt que entre els seguidors del grup es va posar de moda anar a estudiar aquest instrument al conservatori per poder-lo tocar.

### Rock laietà
El 10 de maig de 1973, Pepe Aponte i Víctor Jou van inaugurar la sala Zeleste. Aquest local, situat al carrer barceloní de l'Argenteria, va llançar i aixoplugar el moviment anomenat rock laietà, una de les iniciatives musicals més fèrtils de les que hi ha hagut a Catalunya.
La Companyia Elèctrica Dharma i l'Orquesta Mirasol van ser els dos màxims exponents d'aquest corrent, al qual també van estar més o menys vinculats formacions i músics heterogenis com Santi Arisa, Arrels, Jordi Sabatés, Sisa o Max Sunyer.
El 10 de novembre de 1973, el XIII Concurs Nacional del Rotlle del Film Club Manresa va premiar el curtmetratge La Dansa de Moloc, escrit i protagonitzat pels integrants de Dharma. La Dansa de Moloc era una mena d'acte sacramental modern que explicava la història dels Costamunt, uns individus que representaven l'executiu encorbatat i que constantment se sentien vençuts per les temptacions de la societat de consum.
A Malla (Osona) van conèixer un altre noi de Barcelona amb les mateixes passions que ells. Era en Jordi Soley, que va estar disposat al que fos per no perdre'ls la pista i que volia formar part de la comuna urbana. Tanmateix, el pis s'havia anat omplint i ja no donava per més, i en Jordi Soley no hi tenia lloc per dormir. Malgrat tot, va decidir incorporar-se a Dharma com a pianista.
Ja amb en Jordi Soley al piano, Dharma va afrontar els seus dos primers reptes d'una certa volada: compondre la música per un homenatge a Picasso en un muntatge multivisió que es va estrenar al Museu Picasso amb motiu del primer aniversari de la mort del pintor, i participar com a músics d'estudi al disc Vetlles al voltant del foc, de Jaume Arnella.

## Consolidació
L'estiu del 1974, en Josep, l'Esteve, en Joan, en Carles i en Jordi, juntament amb Francesc Contra, es van establir a la Casa Nova de Can Comas, una masia situada a 10 minuts de Girona, entre Sarrià de Dalt i Palol de Revardit.
Van arreglar la part de dalt del paller que hi havia al costat de la casa per poder-hi assajar i van habilitar-ne l'espai de baix com a taller per als treballs artesanals que els havien de garantir la supervivència econòmica: van confeccionar-hi passadors, moneders, cinturons, bosses, polseres i altres objectes amb cuir, que venien als mercats de la Costa Brava o a un representant.
Els cantants Jaume Sisa i Manel Joseph, el guitarra Josep Maria París, el pianista Víctor Ammann i el flautista Xavier Barenys, van ser alguns dels visitants que estaven a la Dharma Comuna. A la Casa Nova de Can Comas van néixer les peces del seu primer disc, que es diria Diumenge.
El gener del 1975, pocs dies després d'una actuació del grup, Mercè Arnella (companya de Josep) va decidir marxar per entrar al grup teatral Comediants, i Josep i Jordi conscients que potser d'alguna manera la comuna havia mig fracassat, van abandonar-la. Entre 1975 i 1977 participà en el Festival Canet Rock.
La Companyia Elèctrica Dharma va enregistrar el seu primer elapé, Diumenge, un àlbum auspiciat pel segell discogràfic de la sala Zeleste i produït per Rafael Moll, amb moltes influències del jazz, el rock i el free-jazz, vinculat a la música que escoltaven en aquell moment, com Miles Davis, Weather Report, John McLaughlin o Wayne Shorter, entre d'altres. A l'abril del 1975 però, quan no feia ni un mes que Diumenge era al carrer, els seus autors es van proposar oblidar aquest disc. No els agradava; buscaven un so més personal i alhora més impregnat de la tradició musical autòctona.

### Música de cobla
Just en aquell moment, en Josep va "descobrir" un disc d'una cobla que interpretava peces de l'empordanès Joaquim Serra i Corominas, un dels compositors de sardanes més importants de Catalunya. El va captivar tant que de seguit va fer-lo escoltar als altres: "aquella música ens va posar en contacte amb un passat que desconeixíem o teníem adormit". A partir d'aquí van començar a sortir nous temes com L'Oucomballa o Els pardals de la Rambla.
A més estaven disposats a iniciar una nova etapa i volien treballar més la posada en escena de la seva música, amb l'objectiu de crear un espectacle total. Per aconseguir-ho es van posar en contacte i se'n van anar a viure a la comuna que Comediants tenia a Canet de Mar, al Maresme. Van pactar amb Comediants que s'acompanyarien mútuament en els seus muntatges i que n'assajarien plegats algun en què els elements musicals es barregessin amb els teatrals.
Viure junts era complicat però sintonitzaven en el pla artístic, i en tan sols un mes van planejar junts un concert al teatre Poliorama de Barcelona, on ja van interpretar composicions de L'oucomballa, que seria el seu segon disc.
L'estiu del 1975 va ser fèrtil amb projectes, experiències i èxits per al grup, que havia anat guanyant prestigi, sobretot a partir d'haver estat el gran triomfador de la primera Trobada de l'Ona Mediterrània, que es va fer al palau de gel del Futbol Club Barcelona, amb altres grups com Toti Soler, Orquestra Mirasol o Jordi Sabatés. Aquell estiu va ser el de la seva veritable consolidació com una de les bandes més originals del seu gènere als Països Catalans, que es veu immersa en un camp musical ple d'actuacions en les quals la més destacables són Canet Rock i les Quinze hores de Música Pop de la ciutat de Burgos.
Alhora, seguint el circuit d'actuacions de Comediants a les festes majors, els components de la Companyia Elèctrica Dharma van passar dels concerts subterranis de Zeleste a la llum dels espais oberts. Anaven a un poble i hi feien jornada completa: obrien la festa amb una cercavila disfressats de pallassos, amb gegants i cap-grossos; en Josep tocava el bombo i els plats, l'Esteve el saxo tenor, en Joan el saxo soprano, en Carles el banjo i en Jordi l'acordió.
Al començament de la tardor van abandonar la casa de Comediants, perquè tenien ganes de treballar d'una manera més independent. Sense fugir del Maresme, van trobar casa a Arenys de Mar. Allà van trobar inspiració per polir la resta de peces del segon disc, que van gravar el gener del 1976.

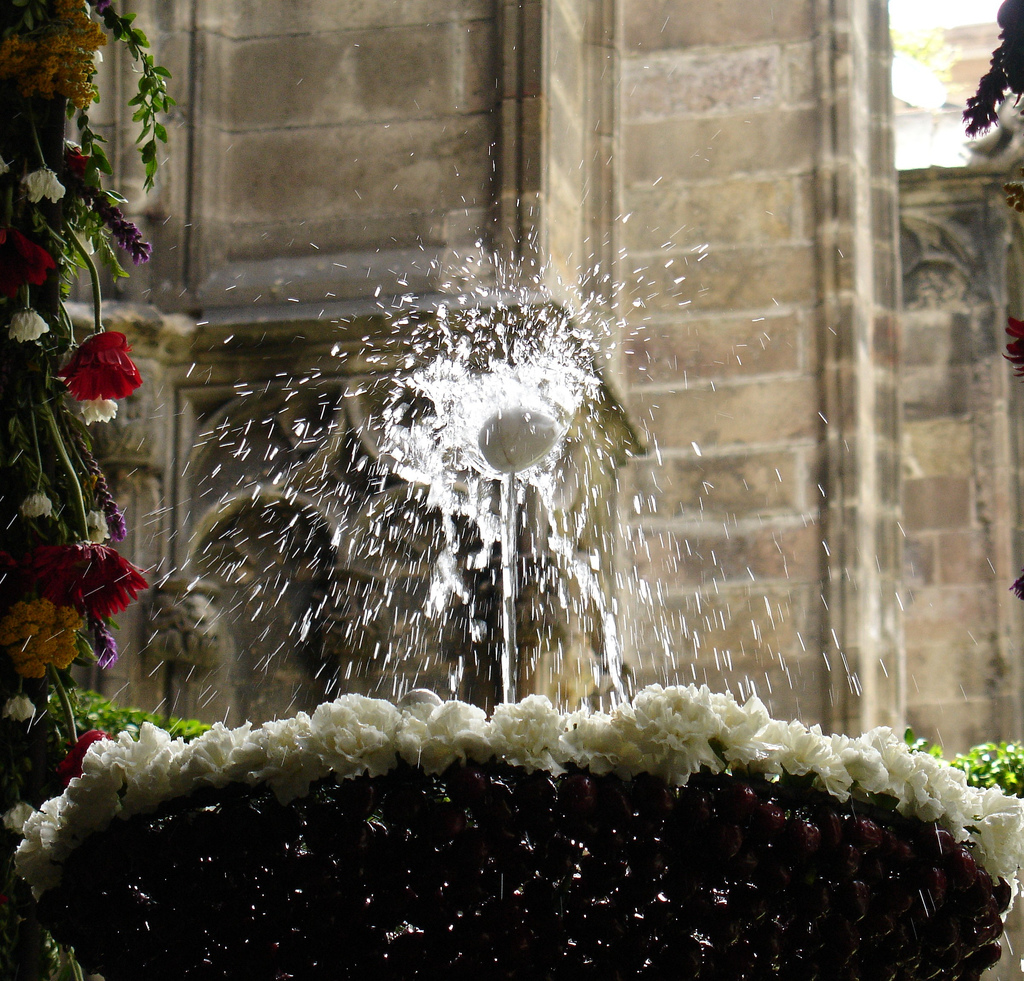
L'ou com balla al claustre de la catedral de Barcelona

En aquest segon àlbum, batejat L'oucomballa (en honor de la tradició barcelonina de l'ou com balla que té lloc el dia de Corpus), el grup va anar a la recerca d'un so propi, que aprofundia en les arrels musicals del país i marcava distància respecte del so del seu primer àlbum. El disc va estar a punt de comercialitzar-se a Itàlia.
L'arribada de L'oucomballa a les botigues, a la primavera del 1976, va lligada a la fi de la Dharma Comuna. Just en el mateix moment en què es va distribuir el seu segon disc, els membres de la Companyia Elèctrica Dharma van tornar a Barcelona i cadascú se'n va anar a viure pel seu compte. Van continuar assajant, i marcats encara per l'eufòria de la desaparició del règim franquista, van anar donant joc a les composicions de Tramuntana, considerat pel mateix grup com el seu millor àlbum.

## L'èxit
Si L'Oucomballa era la troballa d'un so peculiar basant-se en una música més genuïnament autòctona, Tramuntana va representar la maduresa i la consolidació d'aquesta investigació sonora. Aquest àlbum, presentat al Festival Canet Rock el 1976 i publicat l'any següent, va significar la consagració del grup: se'n van vendre 30.000 còpies només d'entrada i va rebre una molt bona crítica. La gira de presentació del disc va tenir molt èxit arreu de l'Estat espanyol sent-ne el punt culminant el concert que es va donar a Madrid, al Pavelló d'Esports del Reial Madrid (actual WiZink Center) al desembre del 1977 amb 7.000 assistents i les entrades exhaurides, es van desplegar antidisturbis a l'exterior per contenir les persones que intentaven entrar sense entrada.
El maig del 1978 editen el seu quart àlbum, L'àngel de la dansa, que presenten al Palau dels Esports de Barcelona davant de més de nou mil persones i on la Dharma ofereix un concert esplèndid, amb l'última actuació de Jordi Soley, que deixa el grup. Després efectuen noves gires per Catalunya i Espanya, mentre que L'oucomballa i Tramuntana es converteixen en els discos més venuts del rock català. Editen a Itàlia, ocupen portades de revistes i apareixen sovint en programes de televisió. Amb aquest àlbum es va clausurar l'anomenat "període simfònic" de la Dharma.

### Vers un format més "pop"
El cinquè LP, Ordinàries Aventures, representa un canvi profund d'estil: les composicions esdevenen més accessibles, més curtes, i la interpretació vocal i els textos adquireixen més rellevància. Jordi Soley havia deixat el grup, i els components restants varen decidir agafar un jove teclista de Tudela (Navarra) anomenat Pedrín, però la seva estada va ser tan fugaç que varen decidir que tot quedés en família. A finals del 1979, després d'una actuació al Teatre Grec, sopant en un restaurant dels voltants, van decidir proposar a Lluís Fortuny que entrés a formar part del grup com a pianista i trompetista. La primera feina després de la seva incorporació, va ser gravar una sintonia d'un programa que feien a TVE de Catalunya anomenat Quitxalla.
El 1981 publiquen un nou treball anomenat L'Atlàntida; la presentació de l'àlbum es va fer en un escenari situat damunt l'aigua del mar al Moll de la Fusta de Barcelona, davant de més de 100.000 persones, durant les Festes de la Mercè. Aquest disc és un dels grans projectes del grup, encara que no va ser un rècord de vendes.

### Col·laboració amb la Cobla Mediterrània
Si hi ha algun concert de la Companyia Elèctrica Dharma en el qual l'opinió de la crítica ha estat unànime, és el que el grup va compartir amb la Cobla Mediterrània el dia 11 de desembre del 1981 al Palau de la Música Catalana de Barcelona. El concert va ser un gran èxit i de l'actuació en va sortir un disc, Al Palau de la Música amb la Cobla Mediterrània, tot i que no era el previst que es gravés i es va haver de recórrer a un enregistrament efectuat Ràdio 4 que posteriorment va ser retocat.
El 1983 la Companyia Elèctrica Dharma va passar a denominar-se simplement Elèctrica Dharma a partir del seu vuitè elapé, Catalluna, perquè els seus components trobaven que el nom quedava massa llarg i que valia la pena escurçar-lo per tal que es veiés més en els cartells de les actuacions. El grup va fer la presentació de l'àlbum al Mercat de les Flors, a Barcelona, un espai que fins llavors pràcticament no havia estat utilitzat per a activitats artístiques. L'àlbum constitueix una visita actualitzada de diverses cançons tradicionals catalanes i només conté una composició pròpia.

### "L'etapa tribal"
El 1985, per commemorar el desè aniversari de l'aparició del primer disc del conjunt, es va publicar amb la discogràfica PDI l'àlbum Força Dharma!, amb una portada que remet a Guifré el Pilós. Aquest disc va representar l'inici de "l'etapa tribal" de l'Elèctrica Dharma que, des del punt de vista estrictament musical no és de les més rellevants de la seva carrera, però que sí que va aportar novetats interessants, com la introducció de sons africans i, sobretot, una comunicació plena amb un públic molt jove i eufòric i que assistia als concerts amb banderes i amb ganes de llançar consignes a favor de la independència dels Països Catalans.
Una de les cançons d'aquest disc està inspirada i dedicada a la desaparició de la filla de l'Esteve, i que dona títol a la cançó: Alèxia.
El febrer del 1986, L'Elèctrica Dharma va compondre la música de la pel·lícula Bar-cel-ona, dirigida per Ferran Llagostera, que va tenir la col·laboració de Jaume Fortuny com a actor, i va gravar al Mercat de les Flors el seu segon disc en directe, No volem ser.

## Mort d'Esteve Fortuny
Just quan el grup vivia un dels moments de més plenitud de la seva trajectòria, la mort va anar a buscar Esteve Fortuny a l'escenari. Mentre actuava a Cardedeu, va sofrir una hemorràgia cerebral. Va morir a l'Hospital Clínic de Barcelona el 19 d'agost del 1986, als 32 anys.
La desaparició de l'Esteve va ser un cop brutal per al grup, que sense ell va quedar orfe. Per als seus companys, ni el conjunt ni la vida tenia sentit. Van deixar córrer la Dharma. Quan s'hi van veure amb cor, van tornar a assajar plegats per preparar un concert d'homenatge a l'Esteve. Al grup, mai no hi havia hagut cap líder, però ja des de les primeres ressenyes de concerts del conjunts els crítics acostumaven a subratllar la versatilitat de l'Esteve com a músic, que es manifestava sobretot en la manera expressiva i sovint en la forma que tenia de tocar la guitarra.
L'Esteve havia fet una incursió en el món de la música clàssica escrivint almenys quatre poemes musicals que, per la seva complexitat harmònica i per la quantitat d'instruments que exigien per interpretar-los, eren difícilment arranjables per a un grup de rock. Com que havien quedat, doncs, inèdits, els seus companys van voler-los reunir en un disc, Homenatge a Esteve Fortuny, i presentar-los juntament amb l'Orquestra de Cambra Barcelona, sota la direcció de Manel Camp, en un acte dedicat a la seva memòria i en reconeixement de la seva creativitat, el 12 de març del 1987 al Palau de la Música Catalana.
Animats pel col·lectiu de seguidors que van fundar Amics de la Dharma, el grup va tornar als escenaris el 9 de juliol del 1988, amb un concert dolorós a Pineda de Mar, en què s'estrenava una nova component: la Maria Fortuny, la petita dels germans Fortuny.
La Maria sempre ha estat envoltada per la música dels seus germans; després del BUP i el COU, va intentar estudiar dret però no va fer ni dos cursos. Paral·lelament estudiava música a l'Aula de Música Moderna i Jazz de Barcelona. Mentre estudiava a l'Aula, tocava amb el grup de música pop-rock Capitan Childe, que pràcticament no tenia bolos, i que va abandonar en entrar a formar part de la Dharma.
La seva primera actuació amb la Dharma l'havia feta l'any precedent, quan tenia 20 anys, en el concert homenatge que es va fer al seu germà Esteve al Palau de la Música Catalana. Després va haver-hi un temps d'incertesa, i l'estiu de l'any següent es va incorporar a la gira que el grup va fer per Catalunya, per comprovar si s'adaptava a la nova formació. En aquell moment el futur de la Dharma era incert però es va decidir tornar als escenaris, tot i que la figura d'una guitarra substituint a l'Esteve no la tenien gens clara. L'experiència del Palau havia estat satisfactòria, i semblava més fàcil superar el mal tràngol amb una persona propera.
El 1989 en Josep va escriure lletres a músiques inèdites que havia deixat l'Esteve i amb aquest material es va gravar Fibres del Cor que va ser una mena de segon homenatge a l'Esteve i una manera de recomençar.
El seu germà, Josep Fortuny i Guarro, va morir el 30 de setembre de 2013. Fou una mort sobtada, a casa seva, mentre dormia.

## Projecció internacional
L'abril de 1991 l'Elèctrica Dharma va creuar l'oceà Atlàntic per primera vegada per fer una sèrie de concerts per algunes de les universitats de l'estat de Nova York. La música va sorprendre molt favorablement el públic nord-americà com ho confirma la ressenya que va publicar de les actuacions el crític Carlos Agudelo per a Billboard Magazine, una prestigiosa revista de música dels Estats Units.
L'11 de gener del 1992 presenten en públic Tifa Head, a la sala Zeleste de Barcelona. Feia dos anys que no actuaven a la ciutat. El març de 1993 apareix Que no es perdi aquest so, un disc en el qual treballen amb melodies medievals del Llibre Vermell de Montserrat. Aquest retorn a les arrels és paral·lel a la refundació del seu so, molt pròxim a la fusió que els va fer populars als seus inicis. Es tracta potser de la seva obra més rodona d'aquests últims anys. Gràcies a aquest disc tornen als Estats Units per segona vegada.
El 1992, l'Elèctrica Dharma va rebre el Premi Nacional de Música de la Generalitat de Catalunya.
El 1994 es perfila com l'any Dharma: el grup, amb més projectes que mai, fitxa per la discogràfica Picap, que reedita Catalluna, l'únic dels seus elapés que no era disponible en compacte. Els Fortuny i en Carles Vidal, que és com un germà més de la família, preparen al seu local d'assaig, una casa del carrer de Sagunt del barri de Sants que van arreglar-se el 1982, la celebració del vintè aniversari de la seva fundació amb un seguit d'activitats coordinades per Rosa Solsona, la companya de l'Esteve, que els va fer de representant fins al 1995.
El més important d'aquests actes serà l'enregistrament d'un compacte doble en directe, 20 anys de Companyia Elèctrica Dharma, en un concert multitudinari al Palau Sant Jordi de Barcelona, el 23 d'abril de 1994, amb 21.204 assistents, disset formacions, músics i cantants convidats.

### Experiències sonores
El 1996 surt El ventre de la bèstia, que expressa la frustració davant la facilitat amb què el sistema assimila qualsevol intent de canvi. Un missatge compromès que no aconsegueix el favor del públic.
Dos anys més tard, el 1998, editen Racó de món, on totes les cançons són tradicionals interpretades i adaptades pels actuals components amb l'excepció de La filla del marxant, parts de la qual havien estat arranjades per Esteve Fortuny.
L'any 2000 surt al mercat el divuitè disc de la Dharma, Sonada, amb sons de música romaní i d'altres i amb noves versions d'antigues cançons, i tres anys més tard publiquen Llibre vermell, on es barregen els sons rock amb les melodies medievals del Llibre vermell de Montserrat, treballs corals amb improvisacions contemporànies, el so de la tenora amb ritmes africans, música vella i música nova.
Durant aquest període el grup realitza dues gires internacionals importants la primera serà al festival Rock in Rio III del Brasil, i una segona gira destacable a Sud-àfrica per fer per primera vegada una combinació de la tenora amb l'imbombo. També inicia igualment una sèrie de gires per Europa que el durà a Hongria, Croàcia, Eslovènia, Polònia, Països Baixos, Portugal o Suècia.

### Gira commemorativa
Al llarg de 2015 la Companyia Elèctrica Dharma tornarà als escenaris per oferir una gira commemorativa del seu 40è aniversari, que començarà el 10 d'abril al Teatre Municipal de Girona.

## 50 anys

### Carrer Esteve i Josep Fortuny i Guarro
El 31 de març de 2023 es va inaugurar la plaça amb el nom de dos dels seus fundadors, els germans Josep i Esteve Fortuny Guarro, al barri de Sants de Barcelona. Aquesta nova nomenclatura reforçava els llaços de la banda i dels germans amb el barri que els va veure néixer.
La ubicació escollida va ser la plaça del carrer Riera de Tena, davant l’estació de metro de Mercat Nou, gràcies a la recollida de milers de signatures de la Iniciativa Popular per la Memòria de Josep i Esteve Fortuny, i al suport del teixit associatiu i de les entitats del barri.
Aquesta era la primera acció mentre s'urbanitzava el solar situat just davant, on es preveia crear una nova plaça que portaria el nom d’Elèctrica Dharma i on es traslladaria la Biblioteca del Vapor Vell de Sants, especialitzada en música.

### Llibre 50 any Companyia Elèctrica Dharma
El llibre conté un arxiu fotogràfic inèdit i textos exclusius de diversos autors destacats: Matthew Tree (coordinació i presentacions), Màrius Serra, Àngel Casas, Jordi Sierra i Fabra, Gonzalo i Javier García-Pelayo, Núria Cadenes, Pep Blay, Joan-Lluís Lluís i Elisenda Soriguera.
Aquest llibre és una autèntica peça de col·leccionista, amb una gran quantitat de material inèdit que conforma un relat gràfic, convertint-se en una veritable autobiografia col·lectiva. A més, compta amb els testimonis de nou autors de referència que han viscut de prop els concerts de la Dharma al llarg d’aquest extens viatge.

### Llibre Rok Guitar
Un llibre que trenca totes les barreres generacionals i farà que totes les criatures del país vulguin agafar una guitarra.
La parella artística formada per Jaume Copons i Liliana Fortuny inauguren una nova sèrie de novel·les gràfiques per a joves protagonitzada per en Roc, un noiet que descobreix la seva vocació periodística i roquera gràcies a la seva àvia, la Lola, una canya de dona.
Aquest any en Roc Badosa ha fet massa el tarambana, i ara mira’l: només li queda una setmana per escriure un treball que els seus companys d’institut han fet durant tot el curs!
Per si fos poc, ha de passar aquesta setmana a casa de l’àvia, la Lola, i el seu gos amb nom artístic. Ja veu a venir que l’avorriment serà estratosfèric! Però, mig per casualitat, en Roc acaba fent el treball sobre la Companyia Elèctrica Dharma, i tot plegat esdevé una aventura.
En Roc no només descobrirà la història d’un grup de rock únic… També descobrirà un munt de coses d’ell mateix i es convertirà en una nova estrella: en Roc Guitar!

### Documental Sempre Dharma
El documental SEMPRE DHARMA permet entendre com el grup han passat aquests 50 anys junts, una xifra a la que han arribat poquíssims grups de rock a tot el món. I la via més natural d'aconseguir-ho és acompanyant als músics en un dels famosos dinars de família que mai s'acaben. La Dharma ha creat una sonoritat pròpia i inimitable, des del seu origen, i sempre ha seguit un camí al marge de les modes, ha sabut alçar-se de cada entrebanc i reivindicar-se sense perdre els orígens, sense renunciar a formar part del llegat cultural d'un país que no pot renunciar als seus propis sons.
Una producció de RV Films, 3Cat i la XAL, que ha guanyat premis com el Premi del Públic al Festival In-Edit 2023.

### 50 anys al Palau Sant Jordi
L’espectacle va ser el punt àlgid de la celebració dels 50 anys de la banda amb la trajectòria més longeva de Catalunya. El Palau Sant Jordi de Barcelona va vibrar amb una festa d’aniversari que ja forma part de la història. Cada actuació va oferir moments únics als assistents, que no es van voler perdre aquesta fita històrica amb la Companyia Elèctrica Dharma. En un mateix escenari, es van reunir artistes com Sopa de Cabra, Gossos, The Tyets, Balkan Paradise Orchestra, Quimi Portet, Gemma Humet, Joan Reig, Santa Salut, Xavier Tasies, Magalí Sare, Karamala i Jawad Amazingh, interpretant temes mítics de la banda.
La nit va estar plena de sorpreses, com tornar a escoltar el "Què volen aquesta gent?" de Maria del Mar Bonet amb la Dharma, com al Concert del Camp Nou del 2013, o el poema "Resistir és vèncer", escrit des de la presó de Soto del Real per Jordi Cuixart. A més, des de l’escenari es va interpretar per primera vegada la versió en català de “20 d’abril” dels Celtas Cortos.
Però l’espectacle no es va limitar a l'escenari. La Companyia Elèctrica Dharma va convertir tot el recinte del Palau Sant Jordi en una festa, amb mostres de cultura popular com Els Castellers, la Colla Bastonera, Tabalers i Diables de Sants, el Camell de Molins de Rei, La Cobla La Principal del Llobregat, i més d’un centenar de timbalers, grallers i diables d’arreu de Catalunya, fent vibrar un públic entregat a una commemoració sense precedents al país. En total, hi van participar més de 350 membres de colles i 46 artistes. El 2024 guanyen el Premi Alícia al Millor Directe, otorgat per l'Academia Catalana de la Música.

## Anàlisi
Antoni Batista, al diari La Vanguardia, deia: «La història de la Dharma és també una mica la història del pop-rock del país. Uns nois que, en els temps de repressió establerta, descobreixen una música alliberadora que els permet gaudir de l'explosió de la seva creativitat i imaginació amb el volum a tota pastilla. És un recorregut que inclou l'escoltisme, els Beatles, el rythm & blues, les primeres comunitats "hippies", el canvi de Jesucrist per Buda, l'amor lliure i, sobretot, la invenció d'una música en un gènere en el qual el món es limitava a copiar perquè semblava que copiar era l'únic possible».
A nivell estrictament musical, José Luís Rubio de Cambio 16, declara: «la Companyia Elèctrica Dharma va introduir el canvi més significatiu de la moderna música pop espanyola. Els intents de combinar fórmules de rock amb el folklore i la cançó popular no eren nous, però fins aleshores havien obtingut poc èxit. Els Dharma van escollir una parcel·la inèdita: la música mediterrània, oberta, assolellada i marinera. A la instrumentació habitual del rock - bateria, guitarres, teclats - van afegir-hi un saxo soprano, el so del qual recorda molt al de la tenora catalana. La seva música evoca dotzenes de melodies populars de totes les regions del país, però no pretén ser tradicionalista ni folklòrica. Els Dharma han creat un sistema propi, un planeta particular, ple de símbols i fantasies, de música i de danses populars».

## Discografia
| - Diumenge (1975) - L'oucomballa (1976) - Tramuntana (1977) - L'àngel de la dansa (1978) - Ordinàries aventures (1979) - L'Atlàntida (1981) - Al Palau de la Música amb la Cobla Mediterrània (1982) - Catalluna (1983) - Força Dharma! Deu anys de resistència (1985) - No volem ser (1986) - Homenatge a Esteve Fortuny (1987) - Fibres del cor (1989) - Tifa Head (1991) | - Que no es perdi aquest so (1993) - 20 anys de Companyia Elèctrica Dharma (1994) - El ventre de la bèstia (1996) - Racó de món (1998) - Sonada (2000) - Llibre vermell (2002) - Dharmasseria (2004) - 30 anys, la Dharma l'arma! (2006) - El misteri d'en Miles Serra i les músiques mutants (2008) - Mompou's mood Mariagneta and Patum Jack Blues (2010) - Nit col·lectiva (2012) - Flamarada (2019) - 50 any de Companyia Elèctrica Dharma (2024) |

## Concerts destacats
- 26-07-1975. Pla d'En Sala. Canet de Mar. "Canet Rock. 12 Hores de Música i de Follia."[4]
- ??-12-1977. Pavelló d'Esports del Reial Madrid. Madrid. "Gira de Tramuntana."
- 21-05-1978. Palau d'Esports de Montjuïc. Barcelona. "Presentació de L'àngel de la dansa."
- ??-09-1981. Moll de la Fusta. Barcelona. "Presentació de L'Atlàntida."
- 11-12-1981. Palau de la Música Catalana. Barcelona. "Amb la Cobla Mediterrània."
- 12-03-1987. Palau de la Música Catalana. Barcelona. "Homenatge a Esteve Fortuny. Amb l'Orquestra de Cambra Barcelona."
- 09-07-1988. Pineda de Mar. Estrena de la Maria Fortuny.
- Abril del 1991. Gira per l'Estat de Nova York.
- ?? ??? del 1993. Segona gira pels Estats Units.
- 23-04-1994. Palau Sant Jordi. Barcelona. "20 anys de Companyia Elèctrica Dharma. 1974-1994."
- 24-10-2011. Palau de la Música Catalana. Barcelona. "Nit Col·lectiva! En memòria d'Esteve Fortuny."[7]
- 22-04-2023. Palau Sant Jordi. Barcelona "50 anys Companyia Electrica Dharma"